# Sambhal
Sambhal és una ciutat i municipalitat del districte de Moradabad a Uttar Pradesh. Consta al cens del 2001 amb 182.930 habitants (un segle abans el 1901 tenia 39.715 habitants), i està situada a 28° 35′ N, 78° 34′ E / 28.583°N,78.567°E a uns 40 km al sud-oest de Moradabad.

## Història
La tradició diu que la primera batalla a la zona fou contra el ghazi gaznèvida Sayyid Salar Masud. Prithwi Raj d'Ajmer i Delhi va derrotar a Jai Chand de Kanauj prop de Sambhal. Aybak Kutb al-Din va sotmetre el territori al final del segle xii però els turbulents katehriyes repetidament van exigir l'atenció dels primers sultans musulmans que van tenir governador a la ciutat. El 1346 el governador es va revoltar però fou derrotat ràpidament. Firuz Shah Tughluk (1351-1388) va nomenar un afganès com a governador el 1380, amb ordes d'envair el país de Katehr cada any fins a Khargu i arrasar-lo, en revenja perquè el senyor hindú havia mort a uns sayyids. Al segle següent fou un territori en litigi entre els sultanats de Delhi i Jaunpur, i a la caiguda del segon, Sikandar Lodi (1489-1517) va tenir la seva cort a la ciutat durant uns anys. Baber va nomenar al seu fill Humayun com a governador de la ciutat, i l'hauria visitat personalment. Sota Akbar fou capital d'un sarkar pero en el regnat de Shah Jahan va començar a perdre importància i fou substituïda per Moradabad. Al segle xviii hi va néixer el cap pindari Amir Khan, que va saquejar Rohilkhand el 1805 i al final del 1817 va fundar l'estat de Tonk. La municipalitat es va formar el 1871.

## Arqueologia
Queden les restes de l'antiga fortalesa i una mesquita segurament construïda per Baber sobre un temple de Vixnu. A la rodalia hi ha diversos temples i llocs sagrats.